# The Root of All Evil?
The Root of All Evil? (lit. La raíz de todos los males), luego renombrado The God Delusion (lit. El delirio de Dios), es un documental escrito y presentado por Richard Dawkins en el cual él argumenta que la humanidad sería mejor sin religión o la creencia en cualquier Dios. El documental se emitió por primera vez en enero del 2006, en forma de dos episodios de 45 minutos (excluyendo cortes comerciales), en el canal Channel 4 del Reino Unido. El libro de Dawkins El espejismo de Dios, publicado en septiembre de 2006, se encarga de examinar los temas planteados en el documental con mayor detalle.
Dawkins ha dicho que el título La raíz de todos los males no fue su elección preferida, pero que Channel 4 insistió en él para crear controversia. La única concesión de los productores acerca del título fue la adición del signo de interrogación. Dawkins ha mencionado que la noción de que cualquier cosa sea la raíz de todo el mal es ridícula. El documental fue retransmitido en el canal More4 el 25 de agosto de 2010 bajo el título de The God Delusion.

## Episodio 1: El espejismo de Dios
El espejismo de Dios explora las creencias no probadas que son tratadas como hechos por muchas religiones y los extremos a los cuales algunos seguidores las han llevado. Dawkins abre el programa diciendo "hay asesinos potenciales en todo el mundo que quieren matarlo a usted y a mí, y a ellos mismos, debido a que están motivados por lo que ellos creen que es el ideal más alto". Dawkins argumenta que "el proceso de no pensar llamado fe" no es una forma de entender el mundo, sino que está en oposición fundamental a la ciencia moderna y al método científico, y es divisivo y peligroso.

### Lourdes

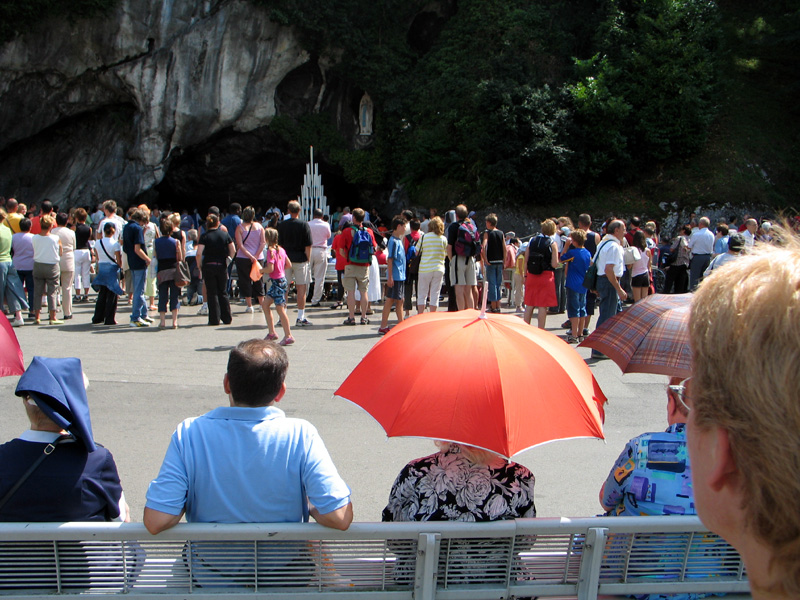
Peregrinos en Lourdes

Dawkins visita primero el santuario de Lourdes en el sur de Francia, donde se une a una procesión de peregrinos cantando con velas, "Laudate Mariam!" Él se encuentra particularmente impresionado por el sentido de solidaridad grupal en su ilusión, que él contrasta con la ilusión solitaria de creer que uno es Napoleón, por ejemplo. Al amanecer, Dawkins examina la fila de fieles para llegar al agua curativa, y dice que ellos están más propensos a contagiarse una enfermedad que a encontrar una cura. Habla con una mujer irlandesa quien ha encontrado la experiencia como benéfica.
Dawkins entonces pregunta al padre Liam Griffin acerca del número de milagros que han tomado lugar al paso de los años. Griffin reporta 66 milagros declarados y alrededor de 2000 curas inexplicadas, de un total de aproximaadamente 80 000 enfermos que visitan el sitio cada año durante más de un siglo, pero asegura que millones más han sido sanados espiritualmente. Dawkins permanece escéptico, y remarca posteriormente que nadie ha reportado jamás el milagroso re-crecimiento de una pierna amputada, y que las "curas" invariablemente comprenden aflicciones que podrían haber mejorado sin ninguna intervención espiritual por el estilo.

### Fe contra ciencia
Dawkins continúa con una discusión de lo que él ve como un conflicto entre fe y ciencia. Apunta que la ciencia envuelve un proceso de probar y revisar constantemente las teorías a la luz de nuevas pruebas, mientras que la fe considera una virtud el creer en proposiciones no demostrables y a veces hasta improbables. Por ejemplo en el caso de la fe, Dawkins toma la doctrina de infalibilidad pontificia sobre la Asunción de María, que el Papa Pío XII declaró en 1950 apoyado en la tradición. Él contrasta esto con el método científico, el cual describe como un sistema mediante el cual las hipótesis asumidas pueden ser refutadas por medio de recurrir a la razón y a pruebas científicas. Dawkins provee un ejemplo de su vida de estudiante, cuando un investigador invitado refutó una hipótesis de un profesor, quien aceptó el resultado diciendo "Mi querido compañero, deseo agradecerte, he estado equivocado estos quince años".
Dawkins habla entonces sobre una teoría científica de gran significado para él, la teoría de la evolución de Charles Darwin, que él expone haciendo referencia a su analogía de Escalando el monte improbable. La noción de que toda la complejidad de la vida emergió ya sea a través de probabilidades al azar o por la mano de un diseñador inteligente, él lo compara con saltar del lado liso de una montaña de un solo salto. En contraste, sugiere que la teoría de Darwin de diseño por medio de la selección natural provee una explicación que es similar a escalar la montaña gradualmente, por medio de una suave pendiente. Dawkins también comenta que la hipótesis del diseño inteligente lleva a otra pregunta: ¿Quién creó al Creador?

### Colorado Springs
Luego, Dawkins visita Colorado Springs para discutir el aumento del Fundamentalismo cristiano en Estados Unidos. Visita la iglesia New Life, un centro de culto con un presupuesto de 18 millones de dólares donde el pastor Ted Haggard presidió un gran congregación de aproximadamente 14.000 personas. Haggard fue Presidente de la Asociación Nacional de Evangélicos y, de acuerdo a Dawkins, Haggard dijo que tenía conferencias telefónicas semanales con el entonces presidente de los Estados Unidos George W. Bush.
Dawkins entrevista a Haggard y comienza comparando sus discursos de oración con uno de los Congresos de Núremberg del cual hasta Goebbels habría estado orgulloso. Haggard dice no saber nada de los Congresos de Núremberg y apunta que algunos evangelistas piensan sobre su servicio como si fuera un concierto de rock. Haggard dice que la Biblia es verdadera y no se contradice a sí misma como lo hace la ciencia. Dawkins argumenta en respuesta que precisamente la ventaja de la ciencia es que las nuevas pruebas cambian las ideas, permitiendo el avance del conocimiento humano, algo que la religión no permite.
Haggard dice que los evangelistas americanos abrazan completamente el método científico, que esperan que muestre cómo Dios creó los cielos y la Tierra. Dawkins pregunta si él acepta la demostración científica que la Tierra tiene 4500 millones de años. De acuerdo a Haggard, esto es meramente una visión aceptada por una porción de la comunidad científica. Después sugiere a Dawkins que sus nietos podrían reírse de él en unos años al escuchar su afirmación. Dawkins responde "¿quieres apostar?" Haggard insiste que algunos evolucionistas piensan que el oído o el ojo "ocurrieron por accidente" y que "el ojo solo se formó él mismo de alguna manera". Dawkins replica que ni un solo biólogo evolucionista que conoce diría eso, y que Haggard claramente no conoce nada sobre la materia. En respuesta Haggard menciona que algunos evolucionistas que él conoce han dicho eso. La reunión toma un giro cuando Haggard afirma que "esta cuestión" de "arrogancia intelectual" es la razón del por qué las personas como Dawkins, y otros que cuestionan el creacionismo, tienen un problema con la gente de fe. La escena finaliza con Haggard diciendo que conforme Dawkins envejezca se encontrará a sí mismo "equivocado en algunas cosas, correcto en algunas otras", así que él no debería mostrarse arrogante.
Cuando Dawkins y su equipo de cámaras se alistan para irse, hay un breve altercado en el estacionamiento. Se reporta que Haggard ordenó al equipo de Dawkins que saliera de su propiedad con la amenaza de tomar acciones legales y la confiscación de su material de grabación, junto con la sentencia "tú llamaste animales a mis hijos". Dawkins retrospectivamente interpreta esto diciendo que, desde el punto de vista evolucionario, es de hecho correcto decir que los hijos de Haggard son animales, ya que todos los humanos lo son.
Dawkins entonces asiste a una reunión de librepensadores, donde un profesor de biología revela que ha sido etiquetado como "encarnación de Satanás" por enseñar la evolución, y otros librepensadores comparan la situación actual a la era de McCarthy.

### Jerusalén

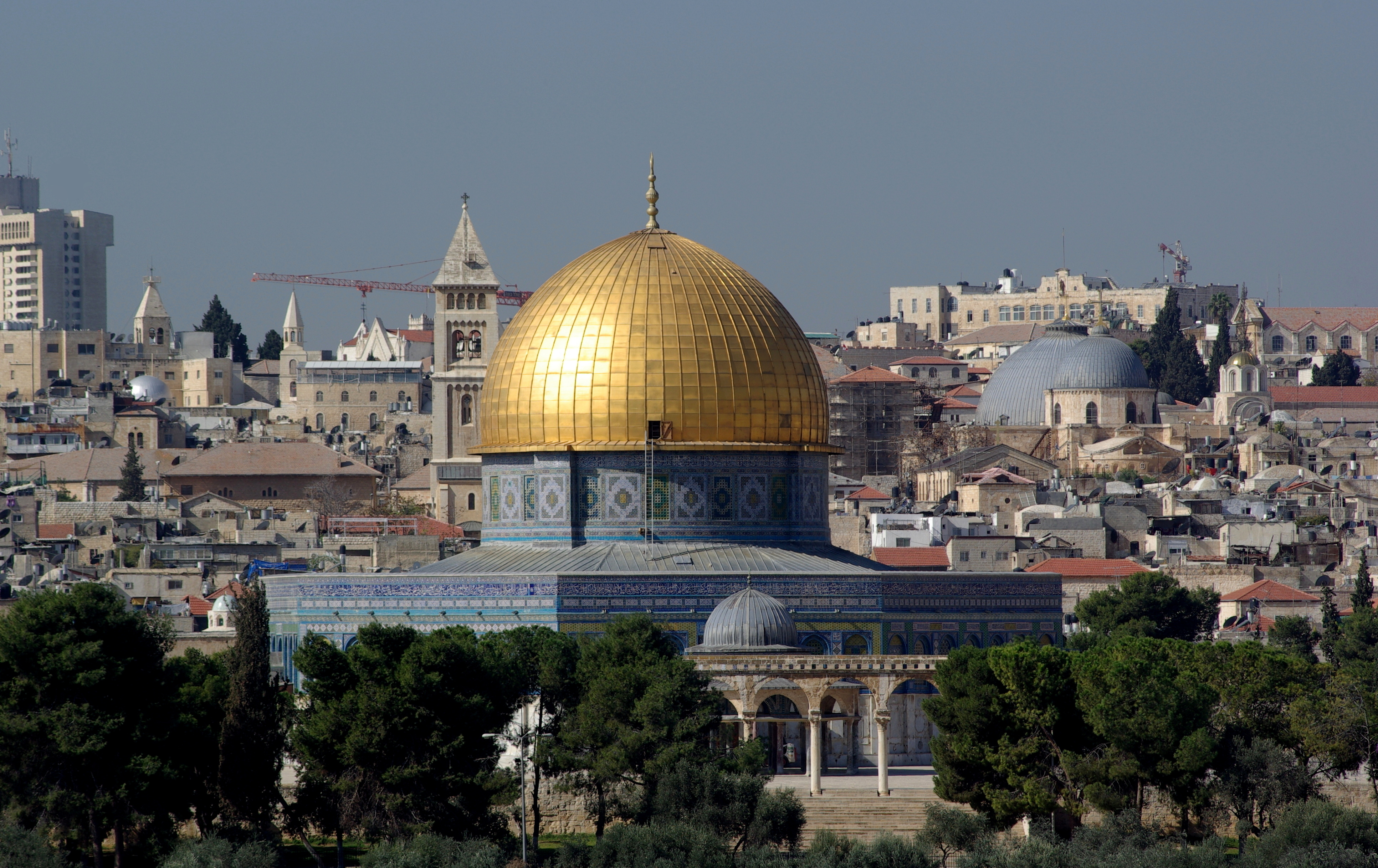
Jerusalén – La Cúpula de la Roca

Finalmente, Dawkins visita Jerusalén, al que se refiere como un microcosmos de todo lo que está mal con la religión. Realiza una visita guiada a la iglesia del Santo Sepulcro. Esta iglesia es considerada por algunos cristianos como el sitio de la crucifixión y entierro de Jesús. Dawkins comenta sobre lo que él llama la "vigilancia nerviosa" en la Ciudad Vieja. Un área en particular descansa bajo una dura custodia: la Explanada de las Mezquitas, que incluye tanto a la mezquita de Al-Aqsa y la Cúpula de la Roca. El mismo suelo es también el sitio del antiguo templo judío de Jerusalén, que ha sido una fuente de tensión entre ambas comunidades religiosas.
Dawkins escucha a las personas de ambos lados del Conflicto israelo palestino. Primero, el representante judío Yisrael Medad y después el Gran Mufti de Palestina, Sheikh Ekrima Sa'id Sabri. Los dos lados aparentan ser irreconciliables. Esperando encontrar a alguien que pueda estar disponible a ver ambos puntos de vista, Dawkins entrevista a Yousef al-Khattab, antiguamente Joseph Cohen, un judío nacido americano que llegó a Israel como colono antes de convertirse al Islam. Después de ofrecer a Dawkins una alegre bienvenida, al-Khattab explica sus visiones relacionadas con la decadencia de los valores occidentales.
Al-Khattab tiene dos preocupaciones importantes. Primeramente, él quiere a todos los no musulmanes fuera de las tierras de Mahoma. Segundo, él está preocupado acerca de la manera en que las mujeres se visten. Él no quiere ver mujeres vestidas "como prostitutas", o como él lo pone, "saltando en televisión en topless". Cuando se le preguntó sobre sus pensamientos acerca de los atentados del 11 de septiembre de 2001, dirige de nuevo la culpa a la creación del estado de Israel. Él también se da la oportunidad de aconsejar a la Gran Bretaña que "retire sus fuerzas de nuestras tierras; corríjanse a ustedes mismos; corrijan su sociedad; corrijan a sus mujeres".

### La tetera de Russell
Dawkins finaliza este episodio con una presentación de la analogía de la tetera celestial de Bertrand Russell. Él argumenta que solo porque la ciencia no ha respondido todavía cada pregunta concebible sobre el Universo, no hay necesidad de volver a la fe, que nunca ha respondido nada significativo.

## Episodio 2: El virus de la fe
En "El virus de la fe", Dawkins opina que el marco moral de las religiones está deformado, y argumenta en contra del adoctrinamiento religioso de los niños. El título de este episodio viene de El gen egoísta, en el cual Dawkins discute el concepto de memes.

### Educación sectaria
Dawkins discute lo que él considera como la influencia divisora de la educación sectaria, con los niños segregados y etiquetados por su religión. Él describe la comunidad judía jasídica de North London como enclaustrada lejos de influencias externas como la televisión, con niños asistiendo a escuelas religiosas exclusivas. Cuestiona al rabino Herschel Gluck sobre si su cultura permite a los niños acceder a ideas científicas.
Gluck cree que es importante para un grupo minoritario tener un espacio en el cual aprender y expresar su cultura y creencias. Dawkins dice que él preferiría que las tradiciones fueran enseñadas sin imponer falsedades demostrables. Gluck enfatiza que aunque los estudiantes creen literalmente que Dios creó el mundo en seis días y han estudiado evolución en la escuela, la mayoría no creerá en ella cuando deje la escuela. Gluck contrasta la tradición del judaísmo con los científicos que "tienen su tradición" y sostiene que es llamada la "teoría de la evolución" en vez de la "ley de la evolución". Cuando Dawkins señala que el término es utilizado en un sentido técnico y describe la evolución como un hecho, Gluck sugiere que es un “creyente fundamentalista”. Sin embargo, cuando Dawkins pregunta a Gluck cuántos niños de su escuela han crecido creyendo en la evolución, Gluck se queda un momento sin respuesta, y eventualmente admite que la mayoría de ellos probablemente no lo hacen.
Dawkins expresa preocupación acerca de incrementar la influencia religiosa en las escuelas británicas que ya cuentan con más de 7000 escuelas de fe y el gobierno promoviendo que haya más, así que más de la mitad de las nuevas academias de Inglaterra se esperan que sean patrocinadas por organizaciones religiosas. Él dice que el desarrollo más preocupante es una nueva ola de escuelas evangélicas privadas que han adoptado el currículo de la Educación Cristiana Acelerada Bautista Americana, y toma como un ejemplo a la Phoenix Academy en Londres. Dawkins es llevado alrededor de la escuela por el profesor Adrian Hawkes y remarca cómo el material de enseñanza parece mencionar Dios o Jesús en casi cada página; así como una referencia al Arca de Noé en un libro de texto de ciencia. Hawkes responde diciendo que las historias pueden tener mucho que ver con ciencia si uno cree en ellas, y que la ciencia que a él le fue enseñada en la escuela es risible el día de hoy. Por ejemplo, menciona que se le enseñaba que la Luna provenía del océano de la Tierra y era “algo lanzado al espacio” durante los primeros años de vida de la Tierra. Dawkins dice que debería haber sido presentada como una fuerte teoría actual. Otra lección habla sobre el sida como si fuera "el precio del pecado", así que Dawkins lo increpa sobre si no debería mezclarse la educación sanitaria con predicaciones moralizadoras. Hawkes responde que sin un Dios que dicte las leyes, “¿por qué es incorrecto violar? ¿por qué está mal la pedofilia?” y que si la gente cree que puede salirse con la suya cometiendo malas acciones entonces todos harían lo mismo. Dawkins responde a esta afirmación cuestionando a Hawkes si la única razón por la que él no hace estas cosas es porque le teme a Dios y después sugiere que esta actitud es característica de la moralidad deformada que la religión tiende a inculcar en la gente.

### La religión como un virus
A continuación, Dawkins discute específicamente la idea de religión vista como un virus en el sentido de un meme. Comienza por explicar cómo un niño es generalmente programado para creer sin cuestionar la palabra de figuras de autoridad, especialmente los padres – el imperativo de la evolución es que ningún niño sobreviviría al adoptar una actitud escéptica hacia todo lo que dicen sus mayores. Pero este mismo imperativo, afirma, deja vulnerables a los niños a la "infección" por la religión.
Dawkins conoce a la psicóloga Jill Mytton quien sufrió una abusiva educación religiosa en la Hermandad Exclusivista, y ahora ella ayuda a rehabilitar a niños afectados de manera similar. Mytton explica cómo, para un niño, las imágenes del Infierno no tienen un sentido metafórico, sino que les inspira un terror real. Ella retrata su propia niñez como una "dominada por el miedo". Cuando fue presionada por Dawkins para describir las realidades del Infierno, Mytton vaciló, explicando que las imágenes de eterna maldición que ella absorbió cuando era niña aún tienen el poder de afectarla.
Posteriormente Dawkins visita al pastor Keenan Roberts, quien ha estado realizando el programa Hell House Outreach por 15 años, produciendo shows de teatro destinados a dar a los niños de doce años o más una impresión imborrable que "destruye los pecados". Se ven escenas de ensayos donde se representan a doctores forzando un aborto a una mujer a pesar de su cambio de opinión, y un matrimonio gay entre dos lesbianas, ceremonia presidida por Satanás en la cual a las mujeres se les hace jurar que “nunca creerán que son normales” y Satanás cita la primera epístola a los corintios 6 como Dios diciendo que la homosexualidad es igual a pecado. Roberts de manera absoluta y sin pedir disculpas cree las escrituras acerca del pecado, y cuando Dawkins cuestiona estas bases para la moralidad, le contesta que es un asunto de fe. Cuando Roberts pregunta por qué Dawkins no cree en las escrituras, Dawkins replica «debido a las pruebas».

### Moralidad bíblica
Después, Dawkins pregunta si la Biblia realmente provee un adecuado marco moral, y sostiene que los textos son de origen y veracidad dudosas, son internamente contradictorios y, examinados de cerca, describen un sistema de principios morales que cualquier persona civilizada debería encontrar venenoso. Él describe al Antiguo Testamento como la raíz del judaísmo, cristianismo e islamismo; y, da como ejemplo las lecturas dadas por Deuteronomio 13 que encarga a los creyentes a matar a cualquier amigo o familiar que realiza favores a otros dioses, y el libro de Números 31 donde Moisés, enfurecido a causa de la piedad mostrada por su fuerzas victoriosas para tomar cautivos a mujeres y niños, incitándolos a matar a todos pero salvar a las mujeres vírgenes, que serán tomadas como esclavas, siendo este un acto que Dawkins describe como genocidio. Dawkins también cuestiona otra historia del libro del Génesis 19 en el cual Lot, un hombre viejo, ofrece su hija soltera a una enfurecida turba de "hombres viles" para ser violada y humillada para salvar a su invitado varón de ser violado por ellos. en la opinión de Dawkins, en el Antiguo Testamento Dios debe ser "el personaje más desagradable en toda la ficción".
Dawkins entonces discute el Nuevo Testamento que, al principio, describe como una enorme mejora desde el punto de vista moral. Pero es repelido por lo que él llama la repugnante doctrina sadomasoquista de San Pablo sobre que Jesús tenga que ser horriblemente torturado y asesinado tal que todos nosotros podamos ser redimidos (doctrina de la expiación del pecado original) y se pregunta “si Dios quisiera perdonar nuestros pecados, ¿por qué no solo perdonarlos? ¿A quién está Dios tratando de impresionar?" Él dice que la ciencia moderna demuestra que los presuntos perpetradores Adán y Eva ni siquiera existieron jamás, socavando la doctrina de San Pablo.
Dawkins entrevista a Michael Bray que interpreta la Biblia literalmente. Por ejemplo, a Bray le gustaría ver que se aplicara la pena capital para el pecado de adulterio. Bray fue un amigo de Paul Hill, que fue ejecutado en 2003 por asesinar a un doctor que practicaba abortos y al escolta del doctor, James Barrett. Bray defiende las acciones de Hill y especula que "le está yendo bien" en el cielo. Más tarde, Dawkins conversa con su amigo Richard Harries, el anterior Obispo de Oxford y un anglicano liberal. Harries ve las escrituras como textos que deberían ser leídos en el contexto del tiempo en que fueron escritos, e interpretados a la luz de puntos de vista modernos. Dawkins pregunta a Harries acerca de su actitud sobre los milagros, por ejemplo si él cree en la maternidad virginal. Harries dice que no está "a la par de" la resurrección.

### Moralidad secular
Finalmente, Dawkins busca una explicación de moralidad basada en Biología evolutiva, que él considera más esperanzadora que los textos antiguos. Junto con el psicólogo evolucionista Oliver Curry, discute la moralidad primordial que se encuentra en los chimpancés. Curry explica su visión que no necesitamos a la religión para explicar la moralidad y si, en todo caso, solo se interpone en el camino. En vez de eso él afirma que una explicación más convincente puede encontrarse en los conceptros de altruismo recíproco y selección de parentesco.
Después de dirigirse brevemente al aumento de valores seculares, Dawkins discute la moralidad con el novelista Ian McEwan. McEwan toma como punto de partida la mortalidad de la vida humana, que él dice que naturalmente lleva a una moralidad basada en la empatía, la cual afirma que debería conferirnos un sentido claro de responsabilidad para nuestra breve estancia en la Tierra.
Dawkins finaliza argumentando que el ateísmo no es una receta para la desesperación sino justo lo contrario; en vez de ver la vida como un juicio que debe ser soportado antes de alcanzar un mítico más allá, un ateo ve esta vida como todo lo que tenemos, y al descartar una vida más allá puede tomar más entusiasmo en esta vida. El ateísmo, concluye Dawkins, es una afirmación de la vida en una forma que la religión nunca podrá ser.

## Recepción crítica
Escribiendo en el New Statesman, Dawkins dijo que la correspondencia de Channel 4 en respuesta al documental ha sido de dos a uno en su favor. Periodistas incluyendo a Howard Jacobson han acusado a Dawkins de dar voz a los extremistas, una afirmación a la que Dawkins respondió señalando que la Asociación Nacional de Evangelistas tiene unos 30 millones de miembros, y también que ha invitado a los principales líderes religiosos del Reino Unido a participar, pero todos ellos han declinado.
Sin embargo, Alister McGrath, un profesor de Teología Histórica en la Universidad de Oxford, fue entrevistado por el programa, pero no fue incluido en el documental. McGrath afirmó haber hecho "parecer incómodo" a Dawkins con sus explicaciones de la creencia religiosa y la implicación, hecha por McGrath, fue que el programa de Dawkins mostró deshonestidad periodística. En una lectura en la City Church de San Francisco McGrath dijo que su entrevista fue cortada debido a que dijo cosas que no promovieron el mensaje que Dawkins y los productores quisieron lograr. La entrevista de McGrath, junto con otras entrevistas no mostradas en el programa La raíz de todos los males, fue lanzada en el DVD La raíz de todos los males: Las entrevistas sin cortes (The Root of All Evil? The Uncut Inverviews).
La periodista religiosa Madeleine Bunting produjo una revisión mordaz para The Guardian, en el cual describió el documental como "una pieza de polémica intelectualmente floja no digna de un gran científico". En The Tablet, Keith Ward criticó a Dawkins por lo que él consideró ser una aproximación indiscriminada y simplista a la religión. But una alabanza vino de Johann Hari para The Independent, que dijo "Nunca hemos necesitado a Richard Dawkins más que ahora."
El libro del profesor Ward Is Religion Dangerous? (¿Es peligrosa la religión?), que responde al programa de Dawkins, analiza la afirmación que la religión hace más daño que bien y sugiere que "tales afirmaciones... ignoran las pruebas disponibles... y sustituyen retórica por análisis".